# 进永站
進永站（：／ Jinyeong yeok */?）是慶全線沿線的一座鐵路車站，位于韩国庆尚南道金海市進永邑，有KTX、ITX-新村、無窮花號及南道海洋列車等車種停靠。

## 历史
- 1905年10月21日 - 落成使用。

## 图片

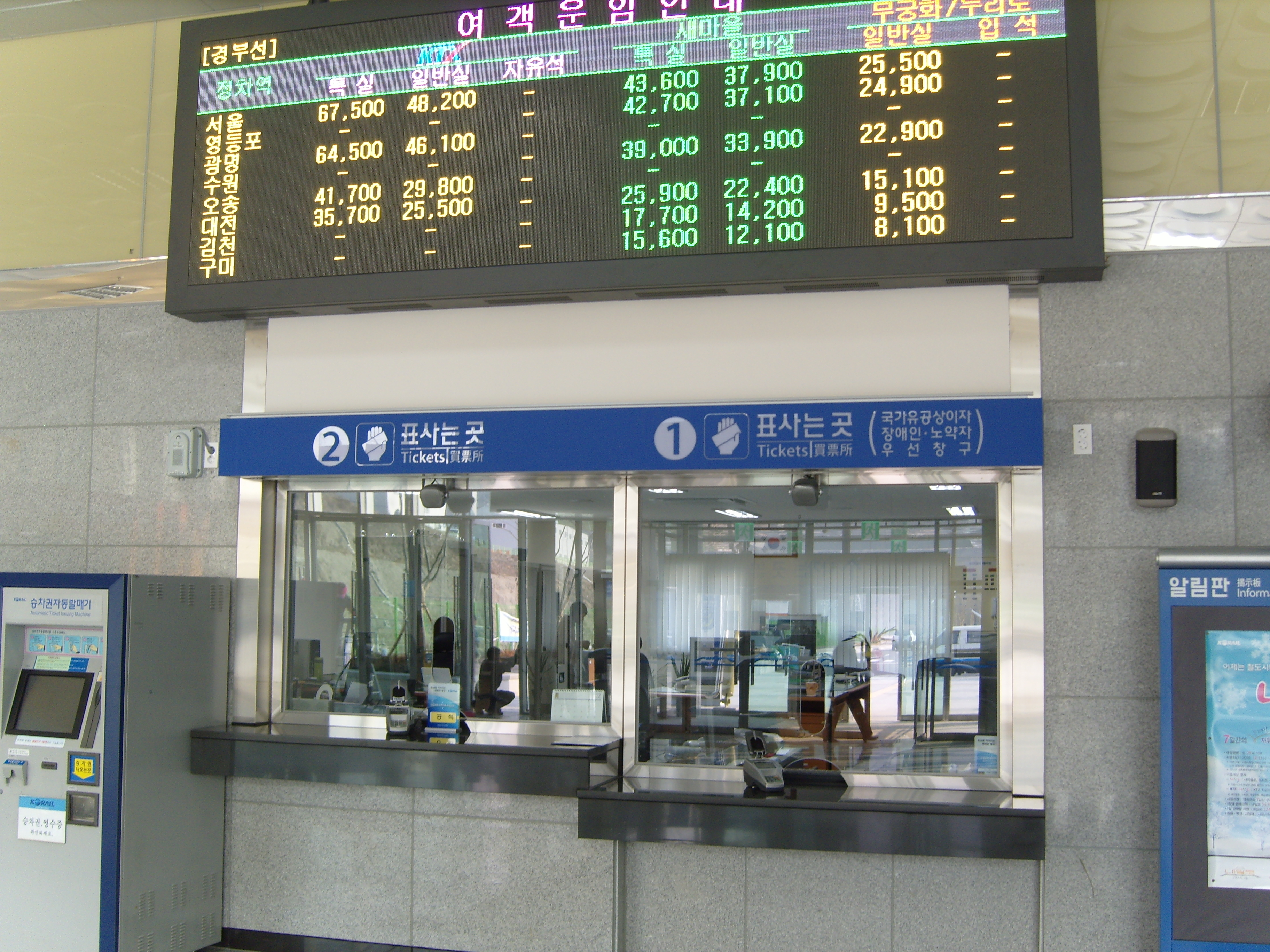
售票处
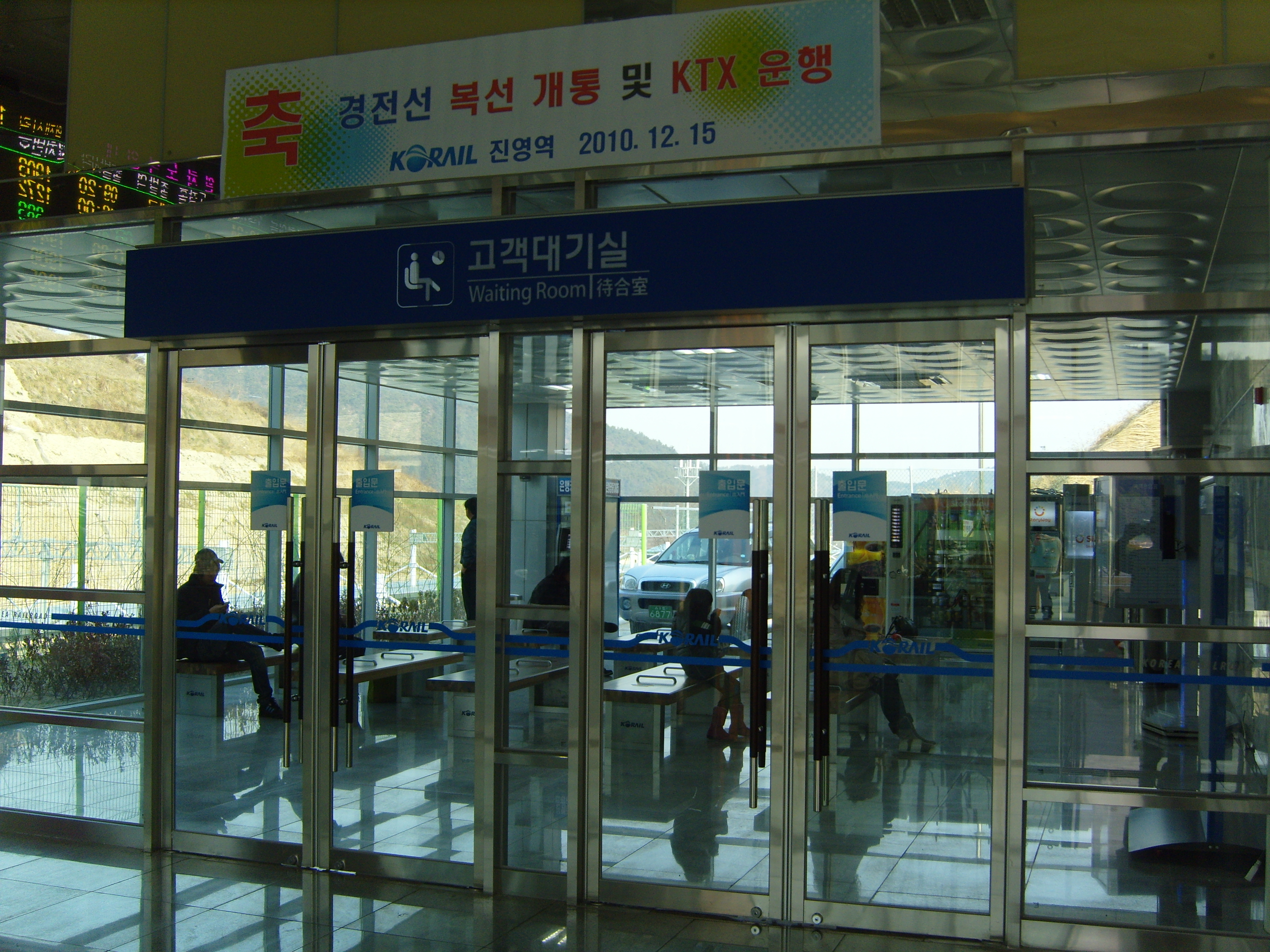
候车区
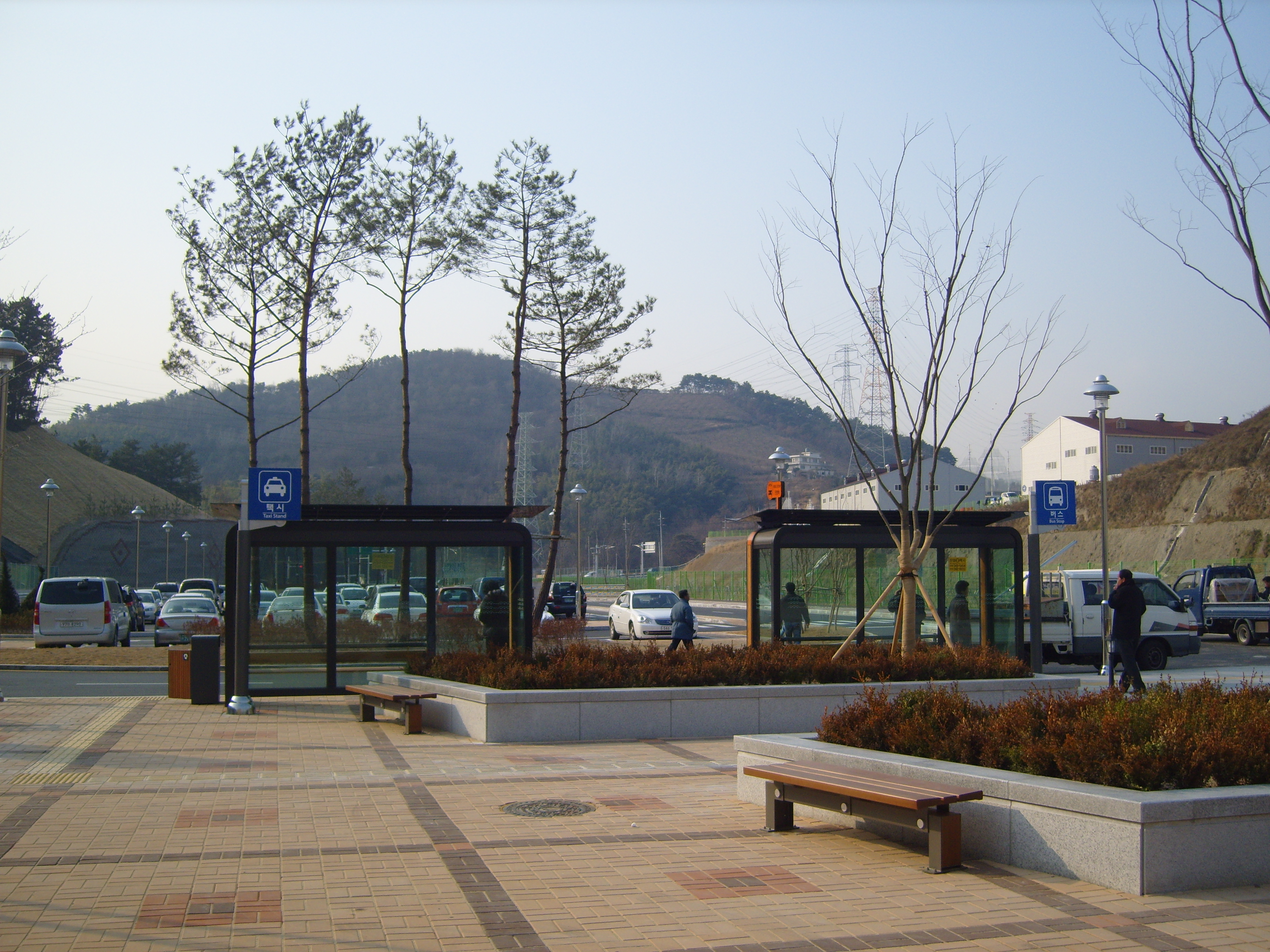
站前广场
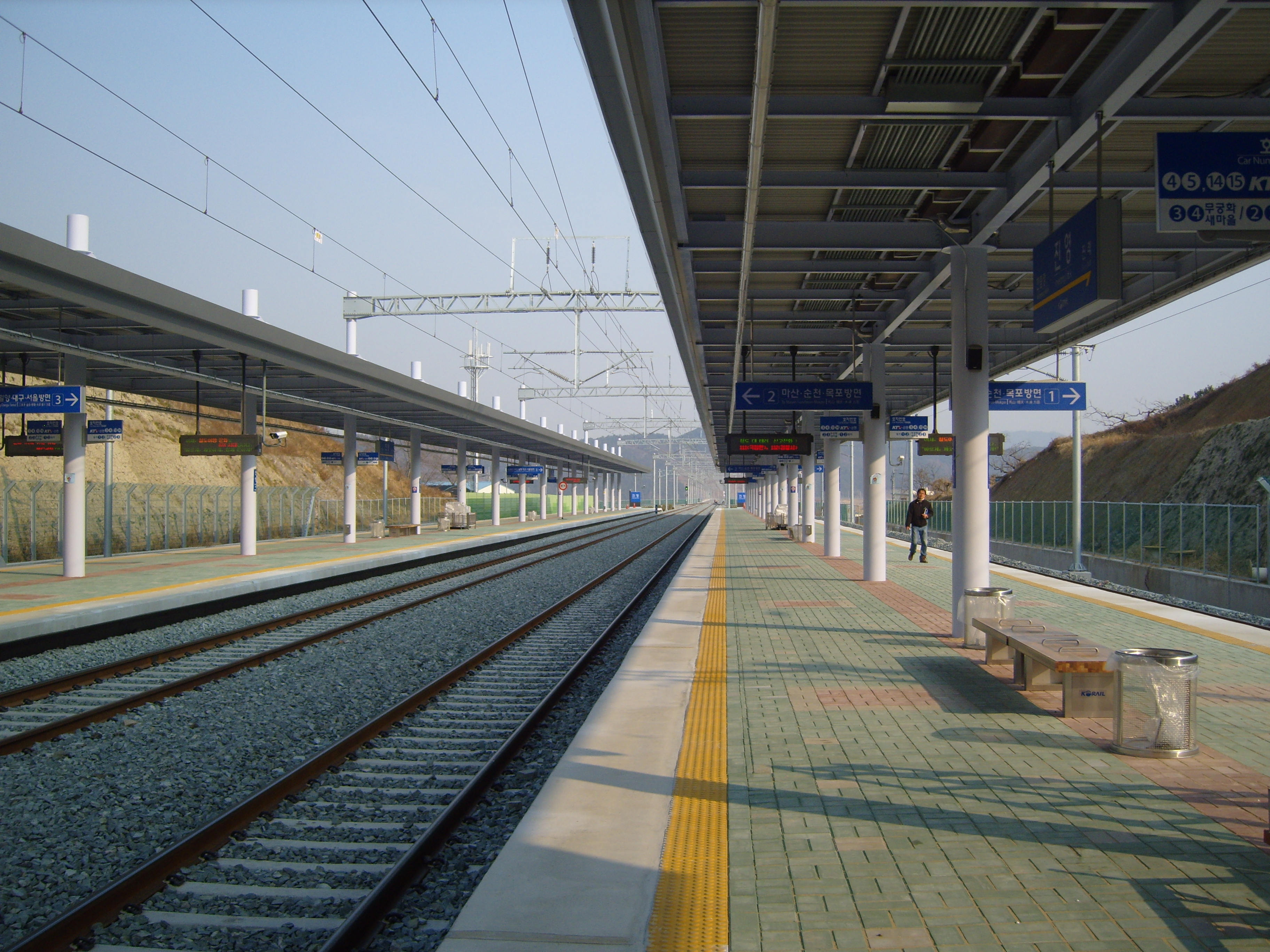
车站站台1
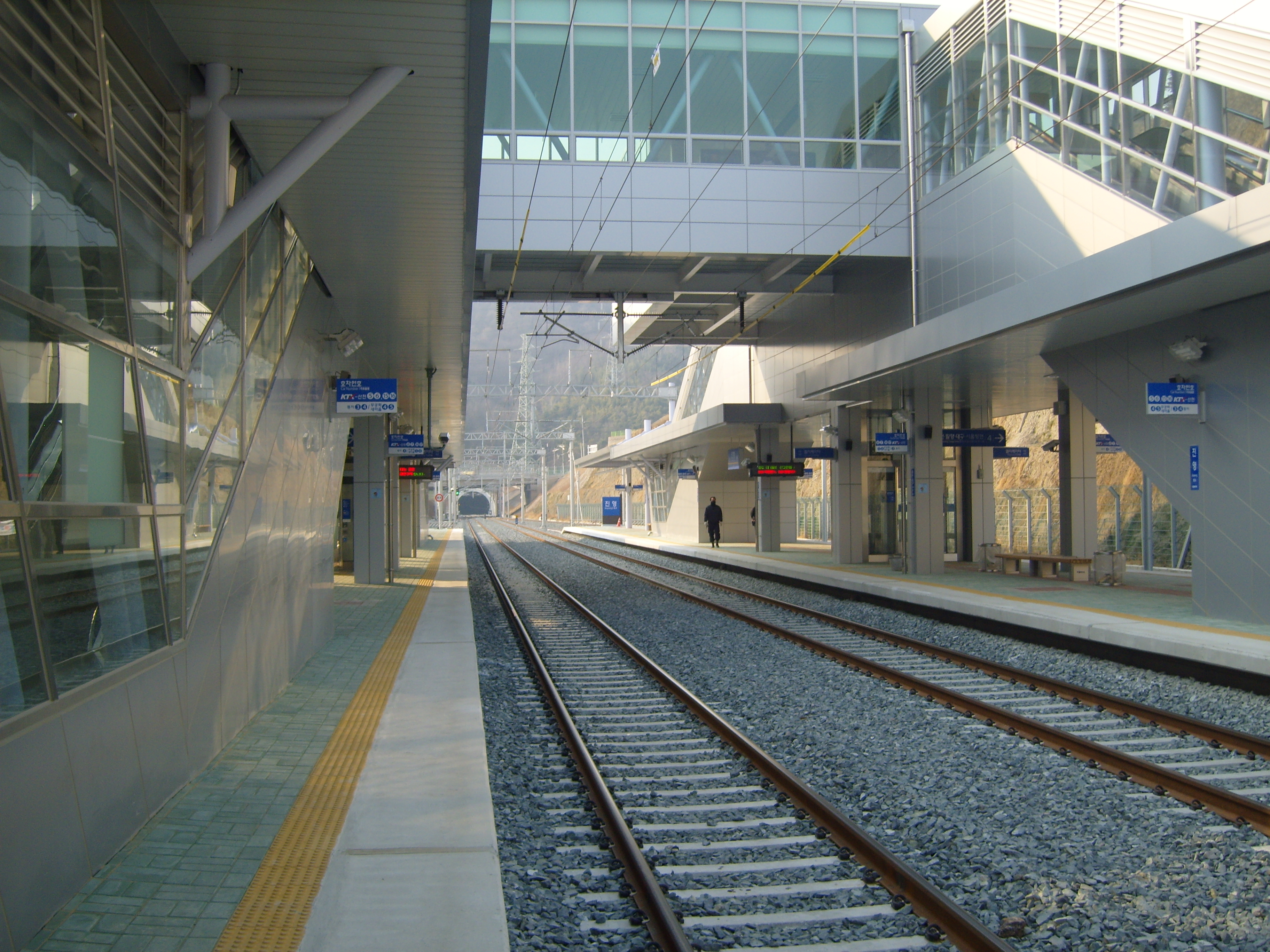
车站站台2
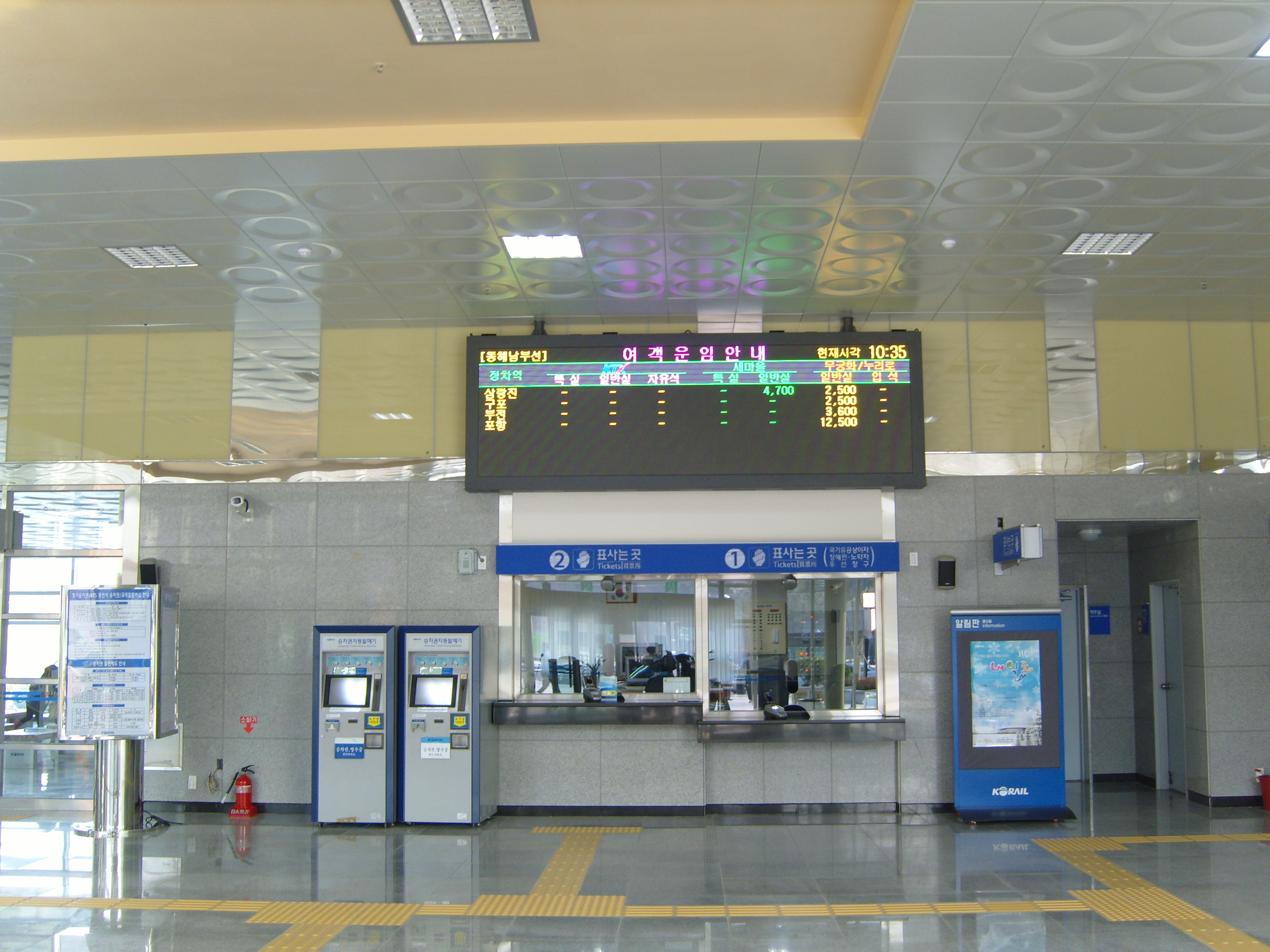
售票区全景
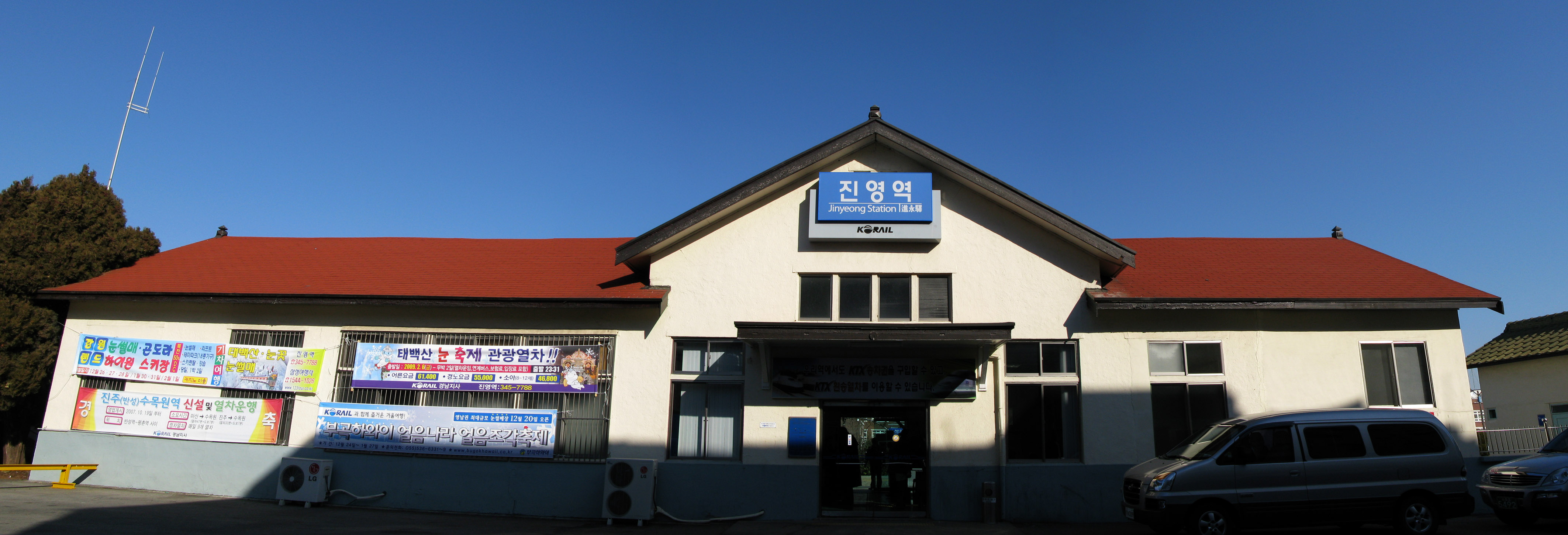
旧车站站舍
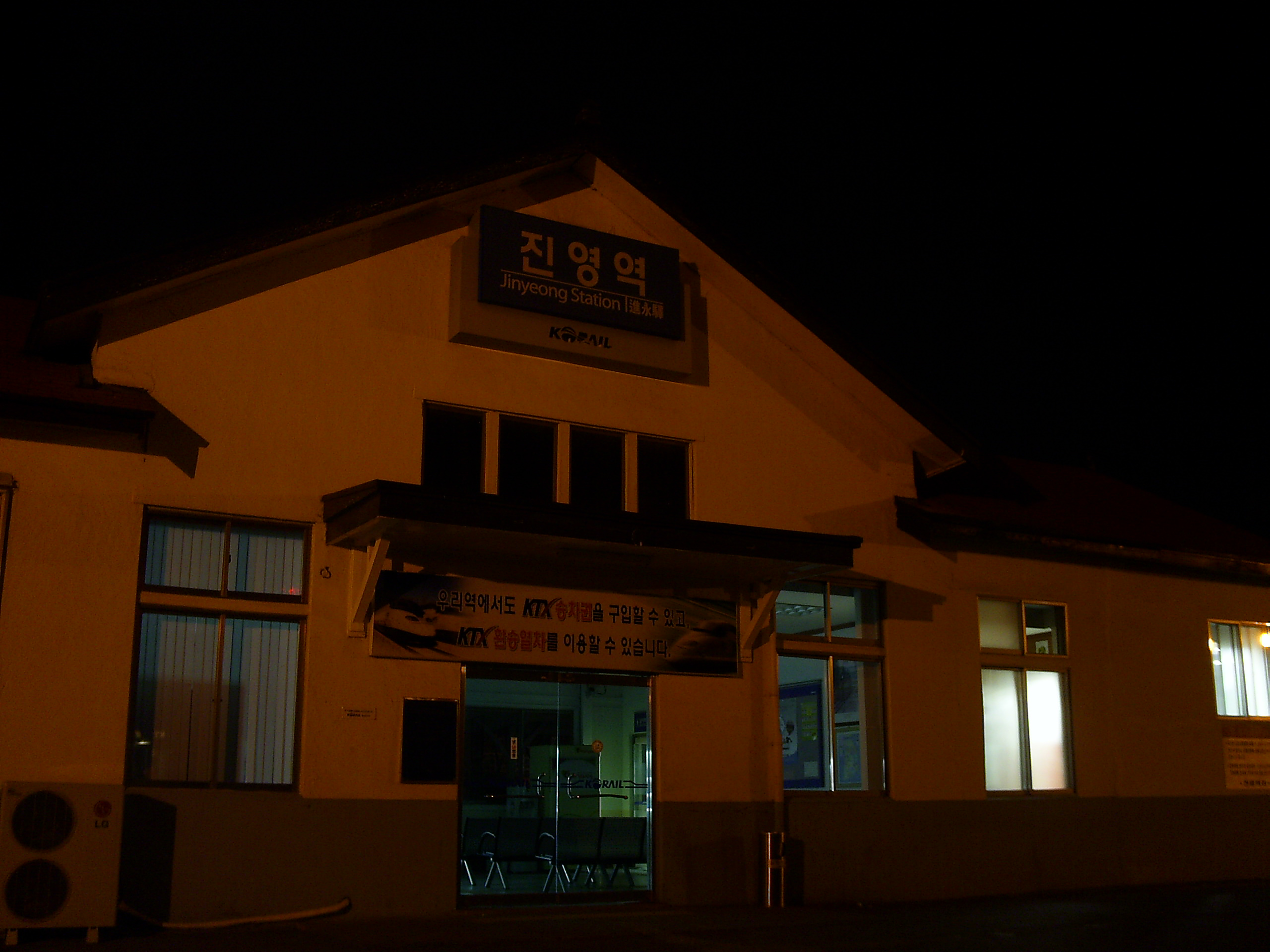
旧车站站舍夜景
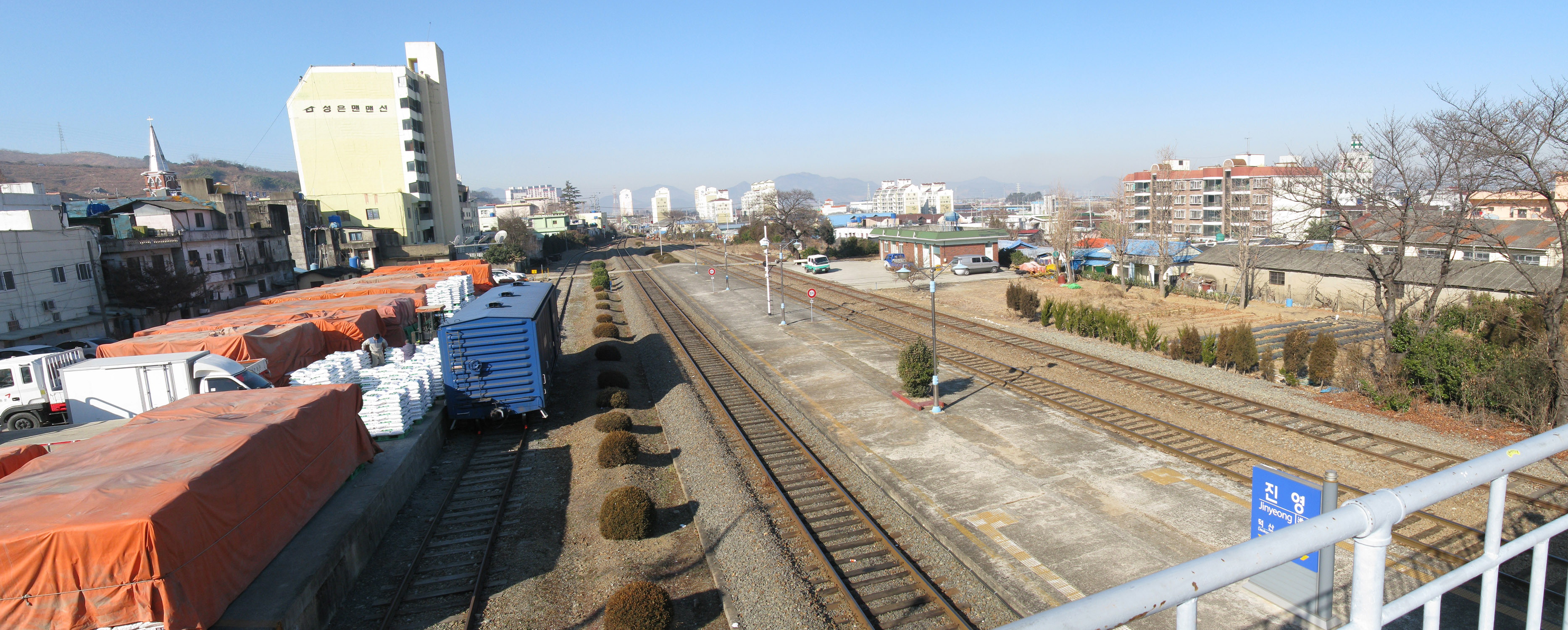
车站站台(光州松汀方向)
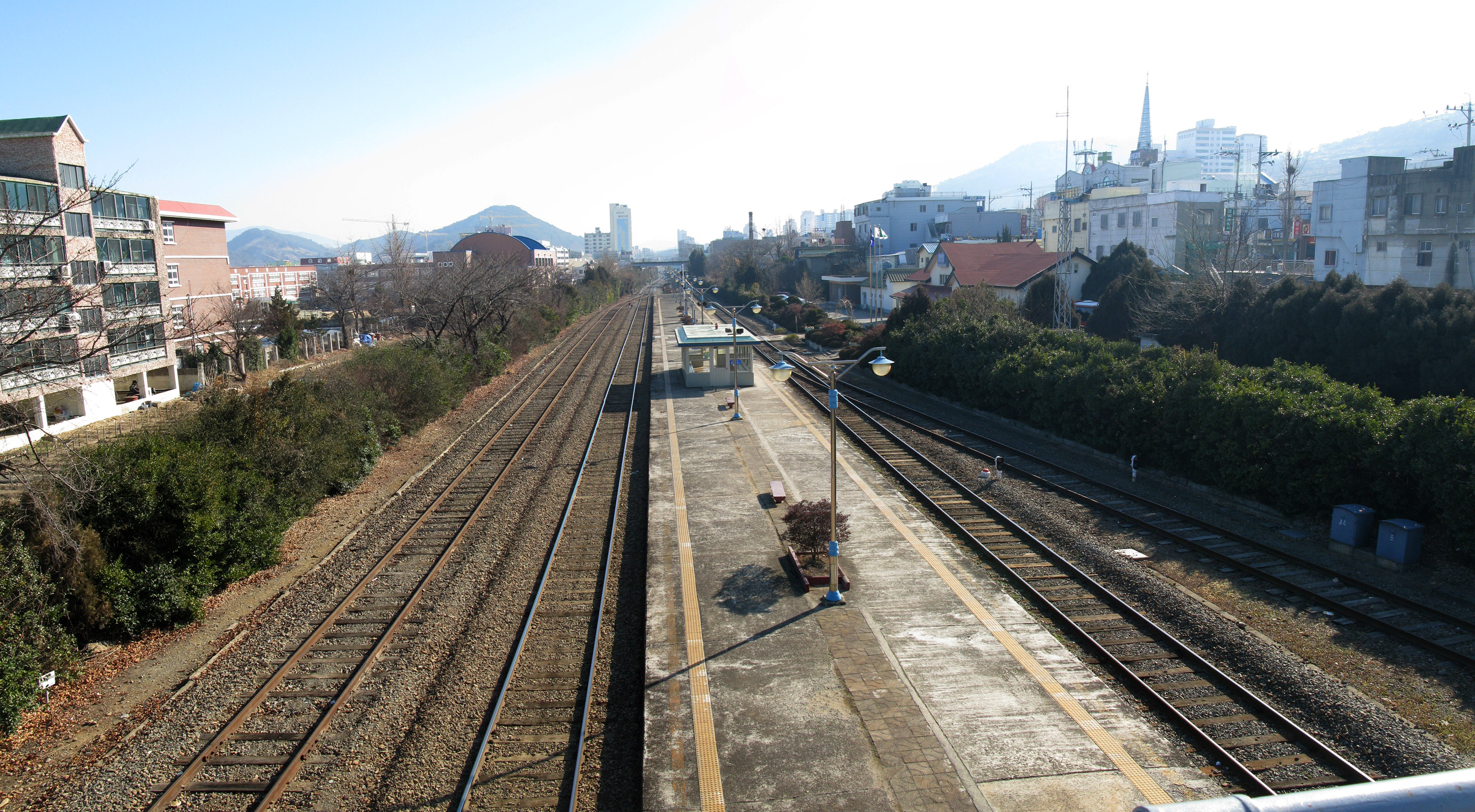
车站站台(三浪津方向)
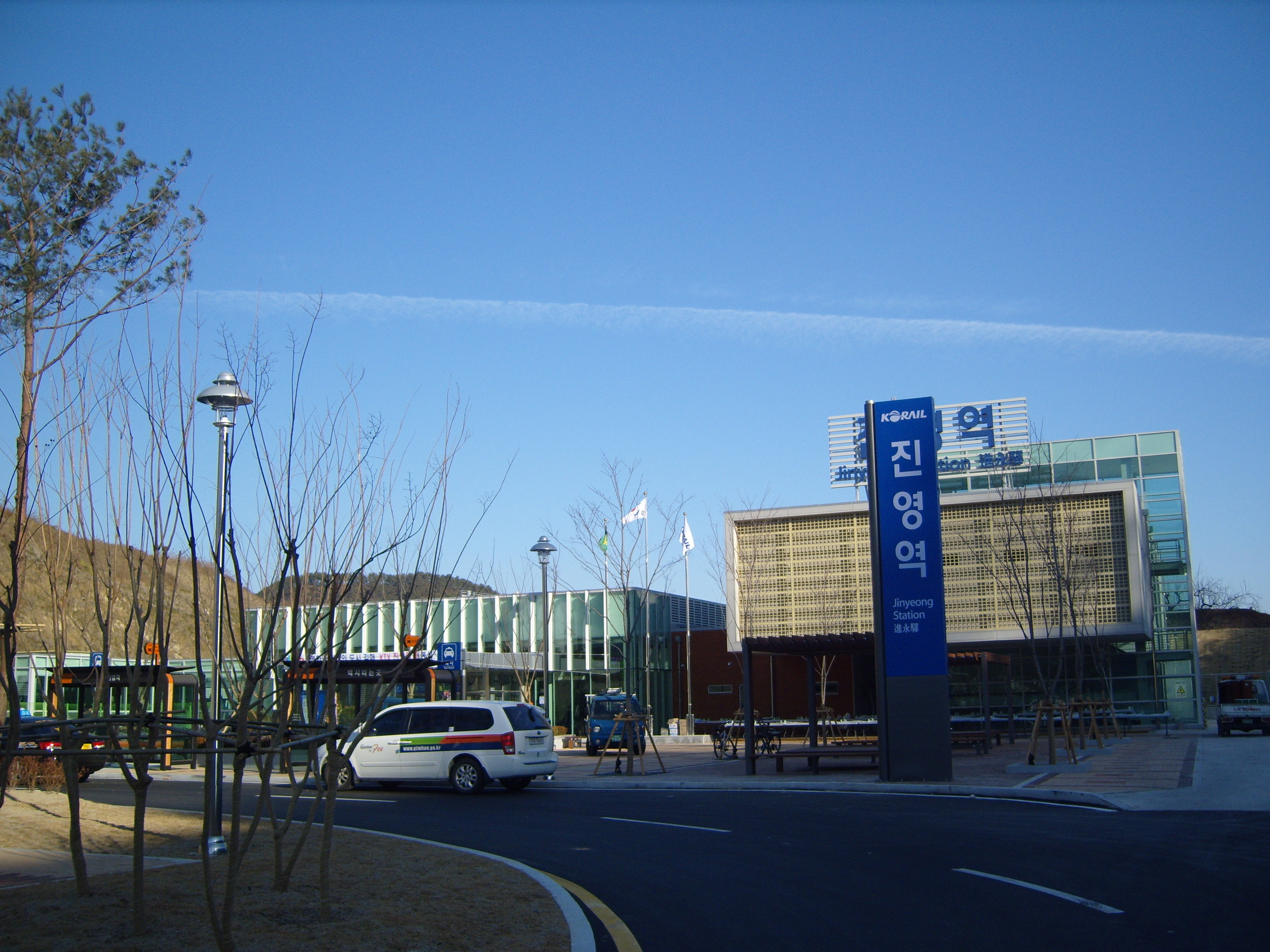
車站外觀
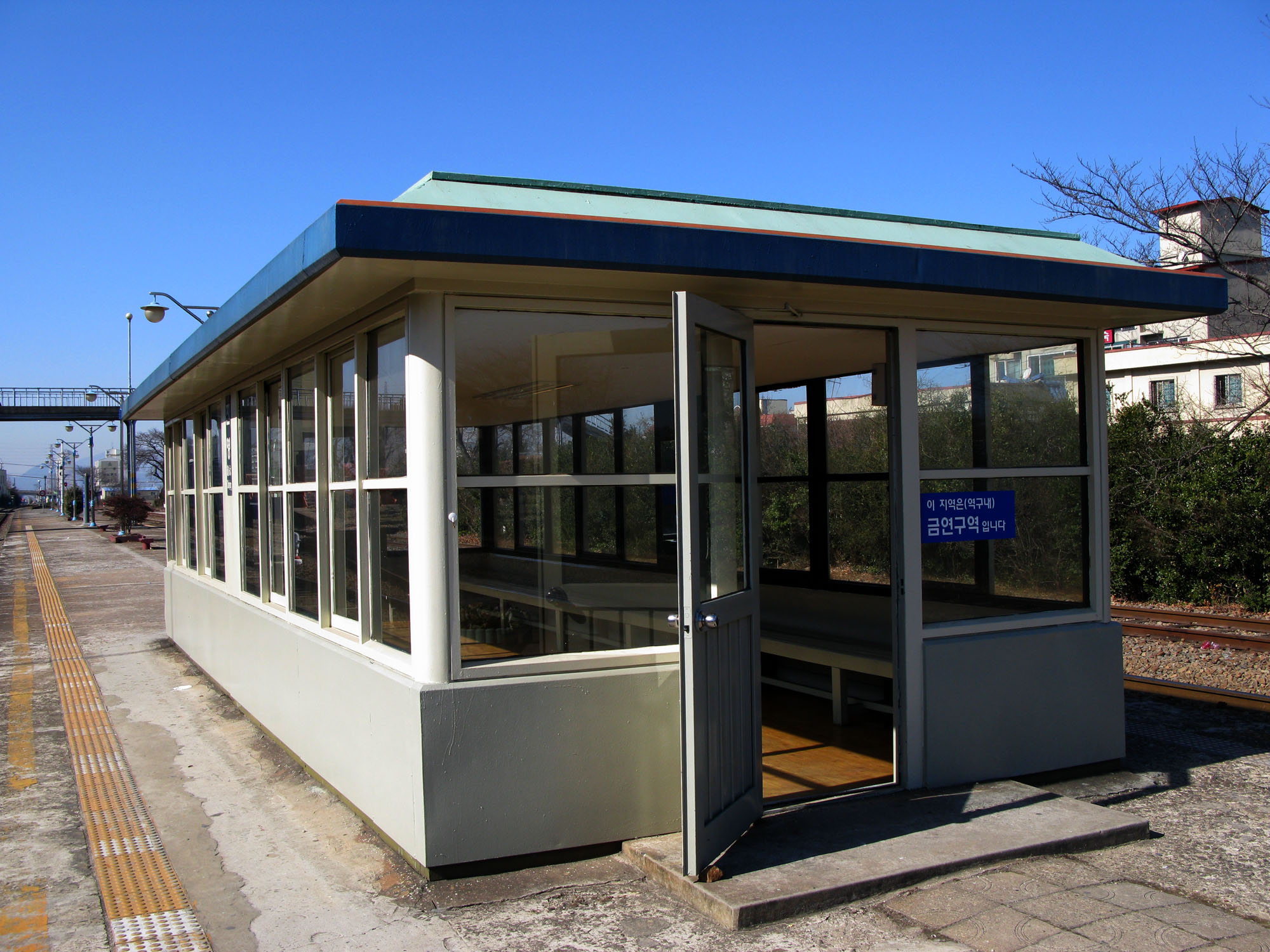
车站地下入口

## 相鄰車站
韓國鐵道公社
慶全線
翰林亭－進永－進禮